# Marktkreuz (Fettercairn)

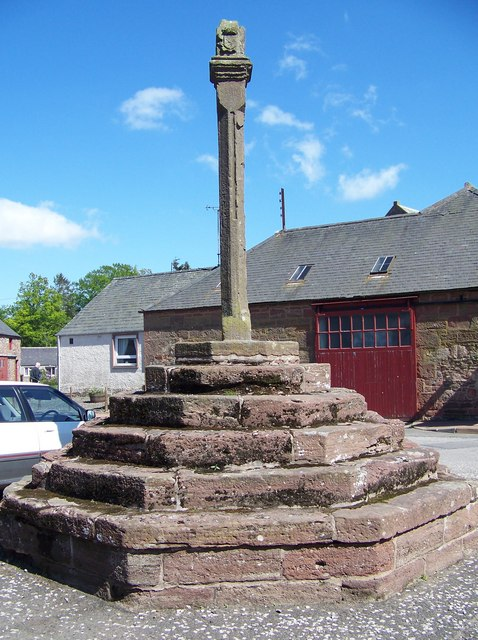
Marktkreuz von Fettercairn

Das Marktkreuz von Fettercairn ist ein Marktkreuz in der schottischen Ortschaft Fettercairn in der Council Area Aberdeenshire. 1972 wurde das Bauwerk in die schottischen Denkmallisten in der höchsten Denkmalkategorie A aufgenommen. Eine zusätzliche Einstufung als Scheduled Monument wurde 2016 aufgehoben.

## Geschichte
Im Jahre 1504 erhielt Fettercairn das Marktrecht und damit das Recht zur Errichtung eines Marktkreuzes. Auf dem Marktkreuz Fettercairns findet sich die Jahresangabe 1670. In diesem Jahr wurde das Marktrecht unter John Middleton, 1. Earl of Middleton erneuert. Es wird diskutiert, ob sich die Jahresangabe nur auf die Fertigung des Kopfes bezieht und der Schaft des Marktkreuzes aus dem Jahre 1504 stammt.
Überlieferungen zufolge befand sich das Marktkreuz zunächst in der heutigen Wüstung Kincardine, die sich zu dieser Zeit bereits im Niedergang befand, und wurde erst 1670 nach Fettercairn versetzt. Zu diesem Vorgang existieren jedoch keine Belege.

## Beschreibung
Das Marktkreuz von Fettercairn steht in der Mitte des Dorfplatzes. Es ruht auf einer fünfstufigen Sockel mit Plinthe. Von diesem ragt der quaderförmige, gefaste Schaft mit Ellenmaß auf. Auf seinem Kapitell sitzt ein würfelförmiger Kopf mit dem schottischen Wappen sowie Wappen und Monogramm von Earl Middleton. Das Marktkreuz ist mit mehreren Sonnenuhren ausgeführt.